# 陶努斯山麓霍夫海姆
陶努斯山麓霍夫海姆（德語：Hofheim am Taunus，發音：[ˈhoːfhaɪm ʔam ˈtaʊnʊs]）是德国黑森州达姆施塔特行政区美因-陶努斯县的城市，也是美因-陶努斯县的县治，面积57.43平方千米，2023年12月31日人口为40,412人。

## 友好城市
陶努斯山麓霍夫海姆与以下城市结为友好城市：
- 法國 希农（1967年）
- 英格兰 蒂弗頓（1980年）
- 義大利 布奇诺（1980年）
- 波蘭 格但斯克普魯什奇（2012年）